# 칼레드 비차라 스타디움
칼레드 비차라 스타디움(아랍어: ستاد خالد بشارة, 영어: Khaled Bichara Stadium)는 이집트 엘 구나의 축구 경기에 주로 사용되는 다목적 경기장으로 좌석 수는 12,000명이다. 현재 엘 구나 FC의 홈구장이다. 2020년 2월 15일, 엘 구나 FC는 2020년 1월 말 교통사고로 사망한 전 클럽 CEO 칼레드 비차라의 이름을 따서 경기장 이름을 엘 구나 스타디움에서 칼레드 비차라 스타디움으로 변경했다.